# Andrena discophora
Andrena discophora är en biart som beskrevs av Morawitz 1876. Andrena discophora ingår i släktet sandbin, och familjen grävbin. Inga underarter finns listade i Catalogue of Life.